# La Remaudière

Localització de La Remaudière

La Remaudière (en bretó Kerravaot) és un municipi francès, situat a la regió de país del Loira, al departament de Loira Atlàntic, que històricament ha format part de la Bretanya. L'any 2006 tenia 1.047 habitants. Limita amb els municipis de Le Loroux-Bottereau, La Boissière-du-Doré, La Regrippière, Vallet i Le Landreau a Loira Atlàntic, Landemont, Le Puiset-Doré i La Chaussaire a Maine i Loira.

## Demografia
| 1962                                       | 1968 | 1975 | 1982 | 1990 | 1999 |
| ------------------------------------------ | ---- | ---- | ---- | ---- | ---- |
| 729                                        | 747  | 710  | 730  | 795  | 814  |
| Des de 1962: població sense dobles comptes |      |      |      |      |      |

## Administració
| Període   | Identitat        | Partit |
| --------- | ---------------- | ------ |
| 2001-2008 | Marcel Fleurance |        |
| 2008-     | Alan Coraud      |        |